# Echemoides schlingeri
Echemoides schlingeri Platnick & Shadab, 1979 è un ragno appartenente alla famiglia Gnaphosidae.

## Etimologia
Il nome proprio deriva dal collezionista Evert I. Schlinger che raccolse gli esemplari il 21 ottobre 1966 nella località tipo.

## Caratteristiche
Il maschio può essere riconosciuto dalla forma dell'apofisi tibiale retrolaterale distalmente bifida e dorsalmente dritta; la femmina si distingue per il vestibolo dell'epigino posteriormente di forma quadrata..
L'olotipo maschile più grande rinvenuto ha lunghezza totale è di 9,07mm; la lunghezza del cefalotorace è di 4,43mm; e la larghezza è di 3,42mm.

## Distribuzione
La specie è stata reperita nel Cile centrosettentrionale: nel parco nazionale Fray Jorge, fra i 100 metri ed i 500 metri di altitudine, appartenente alla regione di Coquimbo.

## Tassonomia
Al 2015 non sono note sottospecie e dal 1983 non sono stati esaminati nuovi esemplari